# Пильница (Минский район)
Пи́льница (бел. Пільніца) — деревня в Минском районе Минской области Белоруссии. Входит в состав Папернянского сельсовета. Расположена в 300 метрах второй минской кольцевой автомобильной дороги, в 10 км от Минска. Население — 24 человека (2010).

## Расположение
Находится на берегу водохранилища Вяча. Через Пильницу протекает неглубокая речка Вяча, которая берёт начало у деревни Селище Логойского района и впадает в Заславское водохранилище. Рядом с деревней находится дом отдыха Минского тракторного завода, а также дамба водосброса водохранилища Вяча. На окраине деревни на высоком холме расположено закрытое кладбище, первое захоронение на котором датируется 1815 годом.

## История
Во время Великой Отечественной войны 1941—1944 годах неподалёку от Пильницы находился укрепрайон немецко-фашистских войск. В период оккупации в Пильнице и окрестных деревнях были расквартированы части немецко-фашистских войск. До настоящего времени холм над водохранилищем Вяча изрыт окопами военных лет.
В начале 1990-х деревня считалась бесперспективной. Из объектов социально-культурного назначения существовал клуб (занимал половину деревянного дома, сторая половина которого была жилой), школа (одна на несколько деревень) и небольшой склад горюче-смазочных материалов для комбайнов и тракторов.
В середине 1990-х годов в деревне был построен магазин, капитальный бетонный мост через реку Вяча (ранее там был старый деревянный пешеходный мостик), асфальтированная дорога (улица Центральная), также развернулось частное коттеджное строительство. Теперь в Пильнице — три улицы: Заречная, Лесная и Центральная, а также переулок Светлый. В 2000 году в деревенские дома был проведен проводной телефон. Тогда в Пильнице появились водопровод и газопровод. Согласно данным Белпочты в деревне 55 жилых домов.
В последнее время в Пильнице активно развернулось коттеджное строительство. Участки здесь считаются элитными из-за близости зоны отдыха водохранилища Вяча.

## Галерея

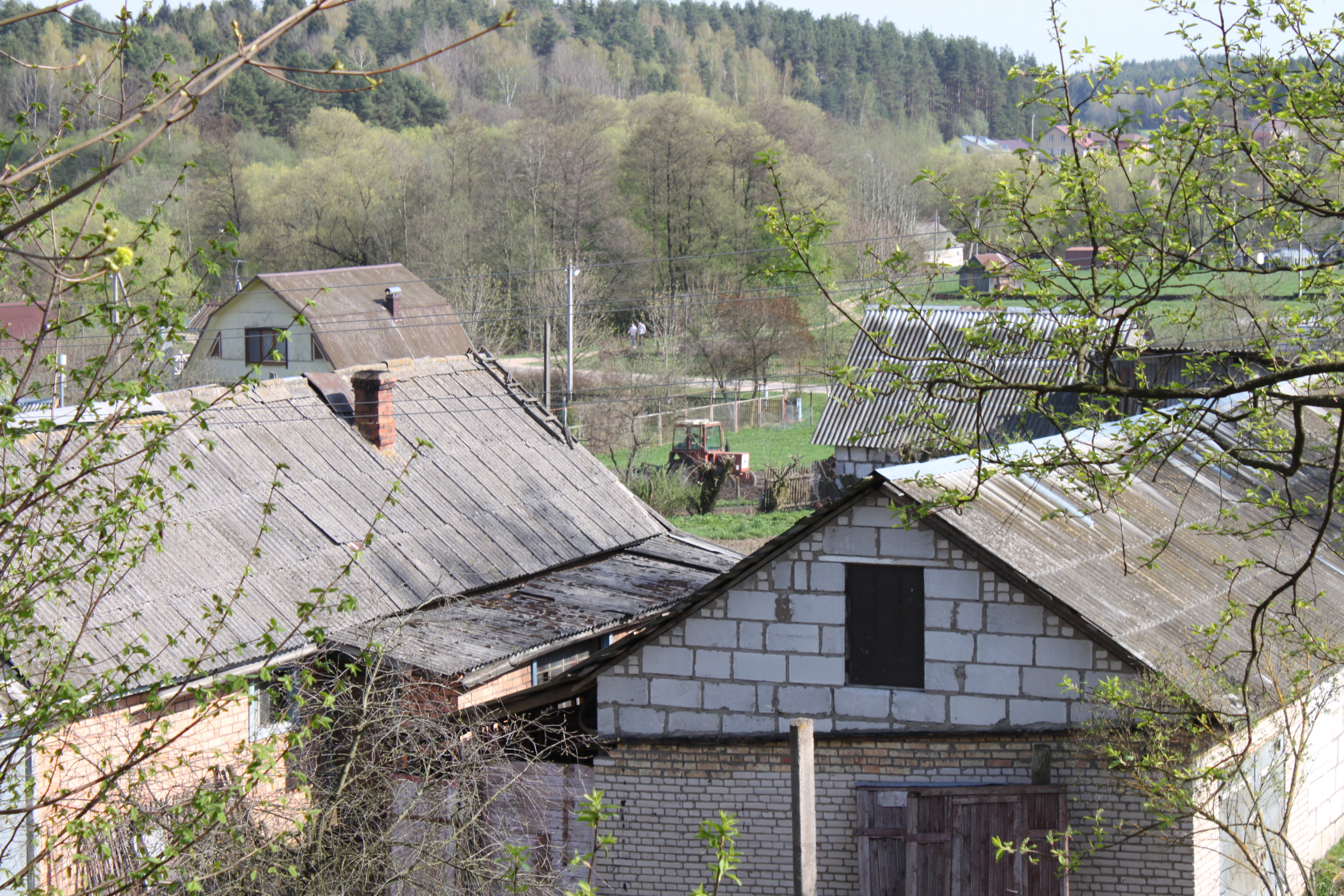
Деревня Пильница, вид с холма на окраину
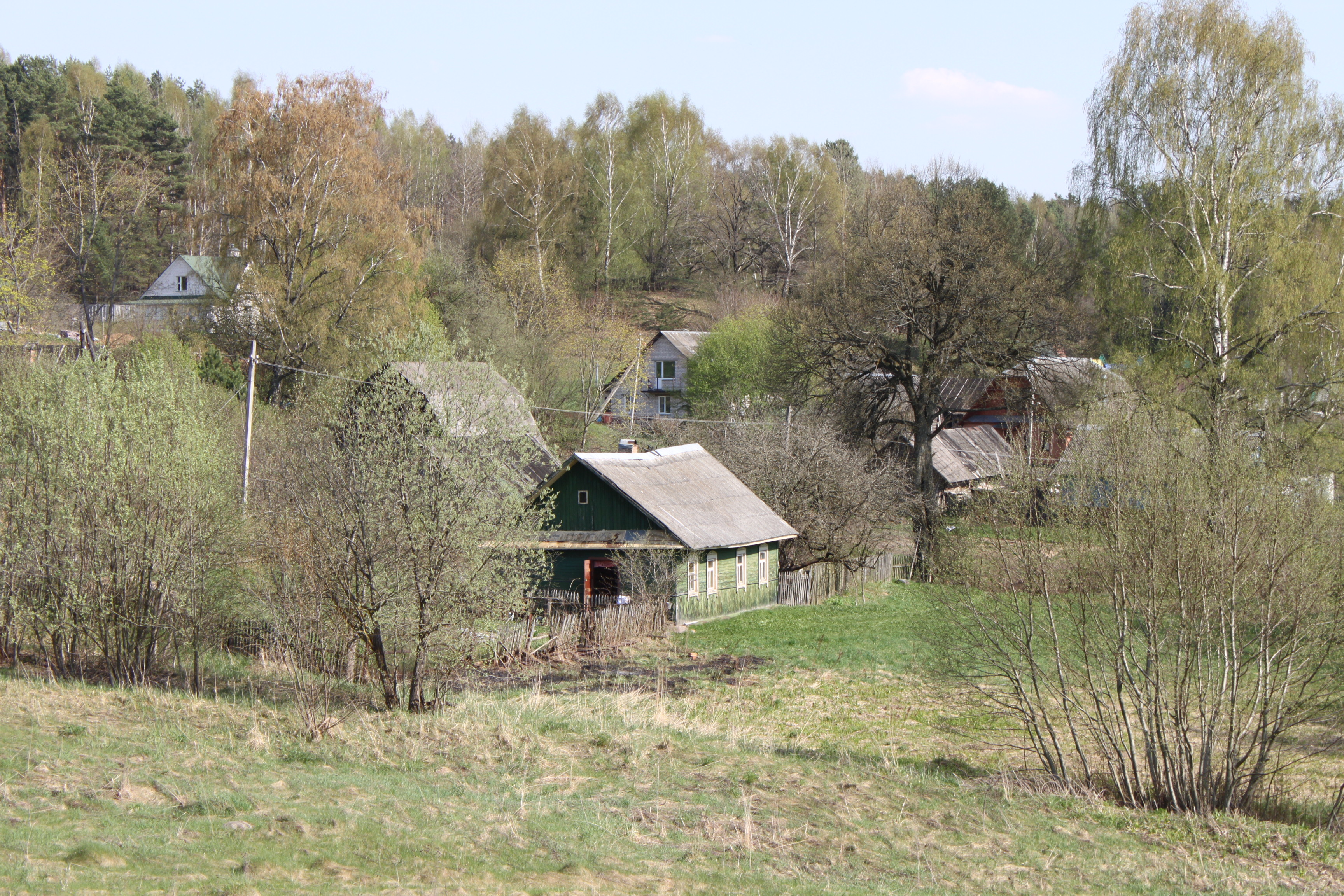
Вид на окраину деревни со стороны шоссе
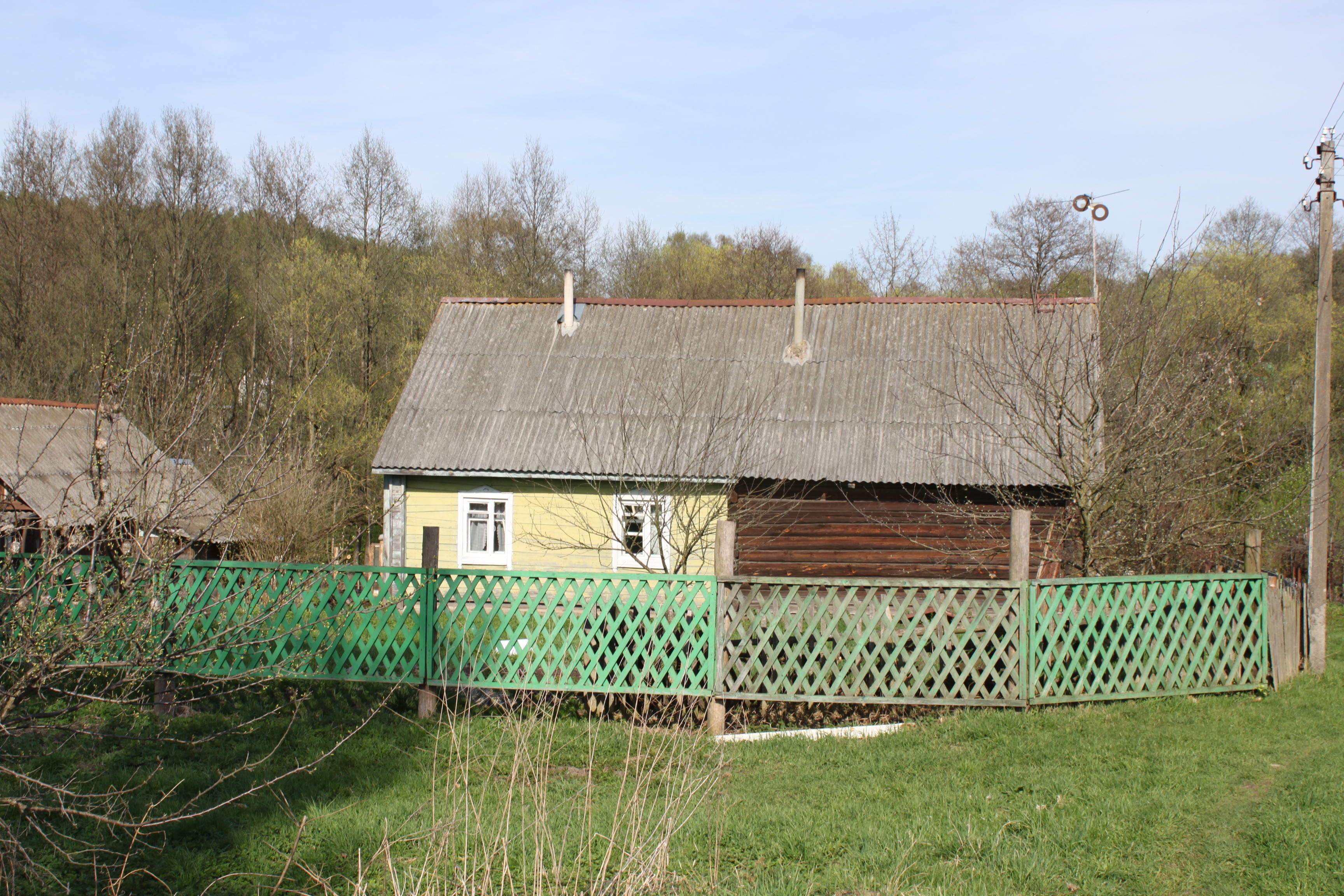
Один из частных деревенских домов послевоенной постройки